# Daniel Braubach
Daniel Braubach (* 1767 in Bremen; † 31. Januar 1828 in Hamburg) war ein deutscher Nautiker und Pädagoge.

## Leben
Braubach fuhr nach der Schulzeit zur See auf russischen und englischen Schiffen und erwarb umfangreiche Kenntnisse in Mathematik, Nautik, Physik und Astronomie. 1789 kehrte er nach Bremen zurück und bat den dortigen Senat sowie später die Kaufmannschaft um Unterstützung bei der Einrichtung einer privaten Navigationsschule. Braubach war erster und zunächst einziger Lehrer der 1790 eröffneten Bremer Navigationsschule und verfasste neben der Lehrtätigkeit mathematische und nautische Lehrbücher. 1803 erhielt er hierfür einen Doktortitel der Philosophie der Universität Halle. In der Folgezeit ergänzte er das Lehrangebot und vermittelte beispielsweise Grundlagenkenntnisse des Schiffsbaus.
Während der Besetzung Bremens durch Napoleon stellte der Staat die Finanzierung der Navigationsschule ein. Braubach gab fortan Privatunterricht und verhandelte nach Ende der Besetzungszeit mit dem Bremer Senat über die Wiederaufnahme des Schulbetriebs. 1821 wurde er stattdessen als Nachfolger von Carl Ludwig Christian Rümker Leiter der Hamburger Navigationsschule. Unter seiner Leitung zog die Hamburger Navigationsschule 1825 von der ehemaligen Bürgerwache am Millerntor in das Gebäude der Hamburger Sternwarte um. Auf Bestreben Braubachs führte Hamburg als erster deutscher Staat 1827 eine verpflichtende Seemannsprüfung auf hamburgischen Schiffen ein.